# Israel-Nachrichten
Israel-Nachrichten (Noticias de Israel) era un periódico editado en lengua alemana, publicado en Tel Aviv, y uno de los más antiguos de Israel.
Fue fundado por Siegfried Blumenthal, un librero judío de Berlín, en 1935. La demanda fue alta desde el principio, ya que sus lectores eran los miles de inmigrados desde Alemania, Austria y Suiza que tenían poco o nada de hebreo. En 1950 fue uno de los diarios más vendidos en Israel.
Inicialmente, su nombre fue «S. Blumenthal’s Private Correspondenz» (1935-36); posteriormente, «Blumenthals Neueste Nachrichten» (1937-43), luego "«Neuste Nachrichten»" (1943-73). En hebreo se lo conocía como «Yediot Jadashot». El contenido era en alemán a excepción de un período, en 1948, cuando parte del mismo era en hebreo.
Los cerca de 100.000 judíos germanoparlantes en Israel y los judíos de habla alemana de todo el mundo eran sus lectores.
Israel-Nachrichten fue dirigido desde 1975 hasta su muerte, en agosto de 2007, por Alice Schwarz-Gardos, quien con 91 años fue la redactora jefe de más edad en el mundo.
Debido a dificultades financieras, la publicación en papel cesó en enero de 2011 y el sitio web en 2021.
- Datos: Q1674589